# Municipio de Greene (Misuri)
El municipio de Greene (en inglés: Greene Township) es un municipio ubicado en el condado de Worth en el estado estadounidense de Misuri. En el año 2010 tenía una población de 120 habitantes y una densidad poblacional de 1,16 personas por km².

## Geografía
El municipio de Greene se encuentra ubicado en las coordenadas 40°25′45″N 94°32′38″O / 40.42917, -94.54389. Según la Oficina del Censo de los Estados Unidos, el municipio tiene una superficie total de 103.29 km², de la cual 103.29 km² corresponden a tierra firme y un 0% es agua.

## Demografía
Según el censo de 2010, había 120 personas residiendo en el municipio de Greene. La densidad de población era de 1,16 hab./km². De los 120 habitantes, el municipio de Greene estaba compuesto por el 99.17% de blancos y el 0.83% pertenecían a dos o más razas.